# Коваленко Оксана Степанівна
Окса́на Степа́нівна Ковале́нко, у шлюбі Сорока (4 (16) листопада 1817, с. Кирилівка, нині Шевченкове Звенигородського району Черкаської області — дата смерті невідома) — подруга дитинства та перше кохання Тараса Шевченка.

## Біографія
Оксана Коваленко народилася 4(16) листопада 1817 року в селі Кирилівка в кріпацькій сім'ї Степана Григоровича та Мотрі Василівни Коваленків.
Хата Коваленків стояла поблизу садиби Шевченків. Малий Тарас ріс у дружбі з Оксаною. 1829 року вони розлучилися назавжди, коли 15-річний Шевченко виїхав з Кирилівки до Вільна.
22 березня 1831 року помер від холери 56-річний батько Оксани. 16 січня 1832 року померла «від натуральної хвороби», як записано в метричній книзі, мати Оксани, проживши трохи більше 50 років.
1834 року в Кирилівці від сім'ї Коваленків лишилися тільки сироти Оксана та її молодший 11-річний брат Павло. Вони жили на садибі поблизу Шевченків ще близько п'яти років.
30 січня 1840 року Оксана Коваленко вступила в шлюб з кріпаком із сусіднього села Пединівки Карпом Миколайовичем Сорокою, який теж належав Павлові Енгельгардту. Шевченко, безперечно, знав про це з листів від родичів. 1841 року, присвячуючи поему «Мар'яна-черниця» Оксані Коваленко, він писав:
Чи правда, Оксано? чужа чорнобрива!
І ти не згадаєш того сироту,
Що в сірій свитині, бувало, щасливий,
Як побачить диво — твою красоту.
Дослідники життя й творчості Шевченка пов'язували ім'я Коваленко з віршем «Ми вкупочці колись росли» та іншими поезіями. Трагічну долю дівчини-кріпачки, колишньої коханої поета, що, за цими творами, стала покриткою, вони вважали беззастережним фактом. Проте метричні книги та сповідні розписи Кирилівської церкви не підтвердили таке припущення. 1843 року, коли Шевченко приїздив до Кирилівки, Коваленко жила з сім'єю в Пединівці й мала двох дочок — трирічну Параску і дворічну Варвару.
У вірші «Ми вкупочці колись росли», як і в інших ліричних творах, поет змалював узагальнений образ дівчини, скривдженої панами. Кріпосницька дійсність того часу давала для цього чимало фактів: тільки в Кирилівці 1843 року, як свідчать документи, було 17 покриток.